# Gefechtsstand
Gefechtsstände sind die Zentren für die Führung oder Führungsstellen militärischer Verbände im Gefecht und werden aus den Stäben dieser Verbände gebildet. Die frühere Bezeichnung in Deutschland war Stabsquartier.

## Einbindung

Gefechtsstand (TZ, NATO)

Gefechtsstände werden ab Bataillonsebene aufwärts gebildet, seltener auch von Kompanien. Es werden im Allgemeinen ein Hauptgefechtsstand für die Gefechtsführung und ein Rückwärtiger Gefechtsstand für die Personal- und Versorgungsführung eingerichtet. Ab Brigadeebene aufwärts sind für beide Gefechtsstände Reservegefechtsstände vorzubereiten und wann immer möglich auch ein Hauptgefechtsstand (Res.) oder ein zweiter Hauptgefechtsstand zu bilden. In den meisten Fällen wird aus Teilen des Hauptgefechtsstandes noch eine bewegliche Befehlsstelle gebildet, die es dem militärischen Führer gestattet, den Gefechtsstand zu verlassen, ohne die Führung aus der Hand geben zu müssen. Es bestehen also in der Regel:
- bewegliche Befehlsstelle
- Hauptgefechtsstand (ab Brigade auch Hauptgefechtsstand 1 genannt)
- Hauptgefechtsstand 2 (erst ab Brigade)
- Hauptgefechtsstand Reserve
- Rückwärtiger Gefechtsstand
- Gefechtsstand Rück-Reserve

Einheiten und Teileinheiten bilden mit ihrem Führungspersonal feste und bewegliche Führungsstellen. Diese sind nach Vorschrift keine Gefechtsstände, werden umgangssprachlich aber als Kompaniegefechtsstand, bewegliche Kompanieführungsstelle (bwgl Kompaniegefechtsstand) und „Zuggefechtsstand“ bezeichnet, und jeweils an den Funkkreis der nächstübergeordneten Führungsebene angeschlossen.

## Arbeit und Gliederung von Gefechtsständen
Die Arbeit auf Gefechtsständen findet rund um die Uhr statt, weswegen das Personal im Schichtdienst eingesetzt wird. Die Elemente eines Gefechtsstandes werden als Gefechtsstandzellen bezeichnet, in denen Teile eines Führungsgrundgebietes oder Fachgebietes bearbeitet werden. Mehrere Zellen, deren Aufgaben sich ergänzen werden als Zentralen bezeichnet. Eine mögliche Gliederung eines Hauptgefechtsstandes könnte wie folgt aussehen:

Befehlsstelle (NATO)

1. Fernmeldezentrale (H); mit Leiter Fernmeldebetrieb, Fernsprechzelle, Fernschreibzelle, Funkzelle, Schlüsselzelle
2. Feuerunterstützungszentrale; mit Zelle Artillerie und Zelle Luftwaffe
3. Führungszelle (militärischer Führer und Chef des Stabes)
4. Informationszentrale; mit Informationszelle, Verbindungsorganen, Verbindungszelle Rückwärtiger Gefechtsstand, Dolmetscher, Registraturen
5. Kommandant Gefechtsstand (H); verantwortlich für Auf- und Abbau, Betrieb, Sicherung des Gefechtsstandes
6. Operationszentrale (H); mit Zelle G2/S2 (Feindlage); Zelle G3/S3 (Planung/Organisation); Vertreter anderer Zentralen oder Zellen (nach Bedarf)
7. Unterstützungszellen der Fernmeldetruppe, Panzeraufklärungstruppe, Pioniertruppe, Heeresfliegertruppe, Heeresflugabwehrtruppe usw.

Den Kern des Hauptgefechtsstandes bilden die Führungszelle und die Operationszentrale. Rückwärtige Gefechtsstände verfügen gewöhnlich über eine Operationszentrale (R), Fernmeldezentrale (R), verschiedene Gefechtsstandzellen und den Kommandanten Gefechtsstand (R). Bei Bataillonen und Regimentern bestehen die Gefechtsstände meist nur aus Operationszentralen.

## Aufbau und Anlage von Gefechtsständen

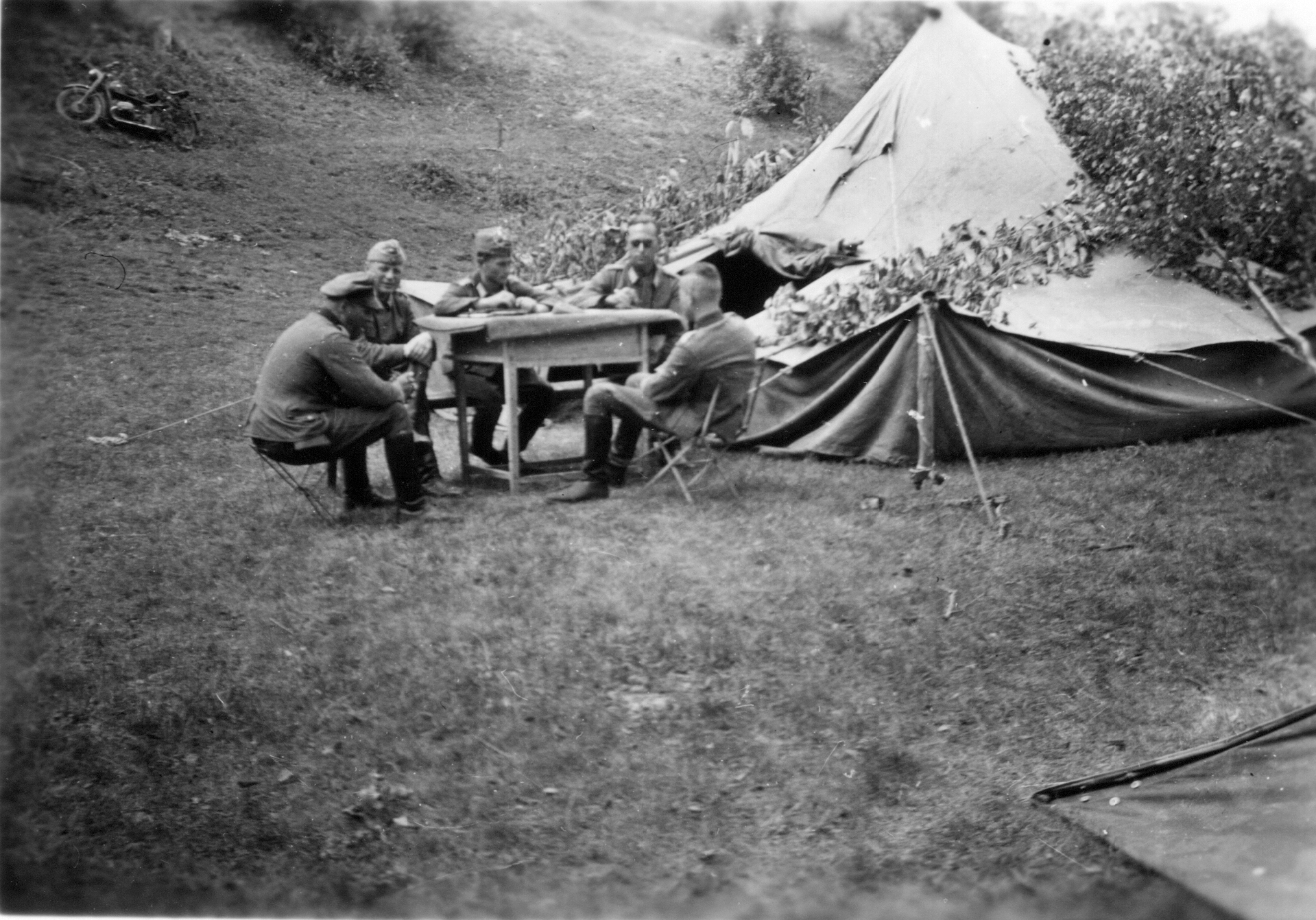
Gefechtsstand der Infanterie der Wehrmacht in Polen (1939)

Gefechtsstände werden bevorzugt an Rändern kleiner bis mittlerer Ortschaften, die vorwiegend aus landwirtschaftlichen oder industriellen Betrieben bestehen, eingerichtet. Entscheidend bei der Wahl der Plätze, an denen die Zellen und Zentralen des Gefechtsstandes errichtet werden sollen, ist der Schutz vor feindlicher Aufklärung (Tarnung), die Möglichkeit guter Fernmeldeverbindungen und ein ausreichend leistungsfähiges Straßen- und Wegenetz vom und zum Gefechtsstand. Wo immer möglich ist der Gefechtsstand für die Führungsarbeit an das Kabelnetz anzubinden.
Falls möglich, werden feste Gebäude genutzt oder, soweit damit ausgestattet, erfolgt die Gefechtsstandarbeit aus dazu vorbereiteten Fahrzeugen oder Containern.
Um Gefechtsstände vor Angriffen zu schützen, sind diese aufzulockern, zu tarnen, zu sichern und zu verteidigen. Die Auflockerung (Verteilung der Gefechtsstandzellen über eine größere Fläche) wird durch das Erfordernis effektiver Zusammenarbeit innerhalb des Gefechtsstandes sowie erfolgreicher Sicherung und Verteidigung begrenzt. Bei der Tarnung ist darauf zu achten, auch die An- und Abmarschwege sowie die Abstellplätze für Melde- und Besucherfahrzeuge zu tarnen.
Gefechtsstände von Verbänden sollen alle sechs bis zwölf Stunden verlegt werden, die von Großverbänden werden meist alle 48 Stunden, selten auch alle 36 Stunden verlegt. Um die ununterbrochene Führungsfähigkeit aufrechtzuerhalten, erfolgt der Gefechtsstandwechsel meist staffelweise oder durch die neue Schicht, nach Einweisung am alten Standort. Mit dem Reservegefechtsstand mit Gefechtsstandcontainern (Bürocontainer) stehen damit auch Arbeitsmittel zur Verfügung.
Fällt ein Gefechtsstand aus, muss die Führung sofort von einem anderen Gefechtsstand übernommen werden. Gewöhnlich wird dafür der Reserve-Gefechtsstand gewählt. Ist das nicht möglich, kann aber auch der Gefechtsstand einer anderen unterstellten Truppe – möglichst ein Artilleriegefechtsstand – für die weitere Leitung des Gefechts genutzt werden.
Für die Unterbringung des Gefechtsstandpersonals sind insbesondere von Gefechtsständen von Großverbänden nach Möglichkeit feste dafür eingerichtete Unterkunftsmöglichkeiten zu nutzen.

## Gefechtsstände der Luftwaffe
Da die Bodenorganisation der Luftwaffe weitgehend ortsfest eingesetzt ist, sind in vielen Fällen auch die Gefechtsstände der Luftwaffe bereits in Friedenszeiten als Bunkeranlagen ausgebaut. Je nach Aufgabe und Bedeutung der Gefechtsstände werden sie auch in Friedenszeiten ständig betrieben. Für die Führung von Luftstreitkräften bei Einsätzen im Ausland verfügt die Luftwaffe über einen aus mehreren Containern bestehenden verlegefähigen Gefechtsstand. So wurde zum Beispiel für den Aufklärungseinsatz der Tornados über Syrien der Gefechtsstand Luftwaffe durch eine zivile türkische Spedition am 11. Dezember 2015 von Fürstenfeldbruck nach Incirlik/Türkei verlegt.

## Historische Entwicklung
Bis etwa zum Sezessionskrieg fanden Gefechte überwiegend unter den Augen der jeweiligen militärischen Führer statt, die durch Adjutanten, Ordonnanzoffiziere, Melder oder Signale ihre auf dem Schlachtfeld gefassten Entschlüsse den jeweiligen Truppen übermittelten. Auch die Beratung der verantwortlichen Führer durch beigeordnete Stabsoffiziere erfolgte üblicherweise auf dem Feldherrnhügel, der es den Beteiligten ermöglichte, das Geschehen zu überblicken. Lediglich bei Belagerungen oder anderen Tätigkeiten, die Streitkräfte längere Zeit an einen Ort banden, war das Zelt oder die Unterkunft des militärischen Führers zugleich auch Beratungs- und Entscheidungszentrale. Die seit Mitte des 19. Jahrhunderts sich ständig steigernde Waffenreichweite und -wirkung führte zu einer grundlegenden Änderung der Taktik und damit auch zu der Notwendigkeit, Gefechtsstände einzurichten. Die Notwendigkeit der Bildung von Gefechtsständen beschreibt Schlieffen sehr anschaulich: „So groß aber auch die Schlachtfelder sein mögen, so wenig werden sie dem Auge bieten. (…) Kein Napoleon, umgeben von einem glänzenden Gefolge, hält auf einer Anhöhe. Auch mit dem besten Fernglas würde er nicht viel zu sehen bekommen. Sein Schimmel würde das leicht zu treffende Ziel unzähliger Batterien sein. Der Feldherr befindet sich weiter zurück in einem Hause mit geräumigen Schreibstuben, wo Draht- und Funktelegraph, Fernsprech- und Signalapparate zur Hand sind, Scharen von Kraftwagen und Motorrädern, für die weitesten Fahrten gerüstet, der Befehle harren. Dort, auf einem bequemen Stuhle vor einem breiten Tisch hat der moderne Alexander auf einer Karte das gesamte Schlachtfeld vor sich, von dort telephoniert er zündende Worte, und dort empfängt er Meldungen der Armee- und Korpsführer, der Fesselballons und der lenkbaren Luftschiffe, welche die ganze Linie entlang die Bewegungen des Feindes beobachten, dessen Stellungen überwachen.“

Im Ersten Weltkrieg lagen die Gefechtsstände meist relativ weit hinter der Front, was von den Siegermächten auch bis zum Zweiten Weltkrieg nicht geändert wurde. Für die Reichswehr forderte Seeckt bereits 1921: „Der Divisionskommandeur muss stets inmitten seiner Truppen sein. (…) Zur Durchführung des Gefechts begibt sich der Divisionskommandeur auf seinen Gefechtsstand. Dieser soll möglichst weit vorne (…) liegen.“ Guderian und andere entwickelten daraus den vorgeschobenen Gefechtsstand mit seiner Aufgabenteilung, die heute mit leichten Abwandlungen weltweit angewendet wird.